# Adib Jatene
Adib Domingos Jatene GOMM • GOMA (Xapuri, 4 de junho de 1929 — São Paulo, 14 de novembro de 2014) foi um professor, acadêmico, médico e inventor brasileiro. Foi ministro da Saúde durante os governos Collor e Fernando Henrique Cardoso.
Filho de imigrantes árabes, formou-se em medicina na Universidade de São Paulo, onde viria se tornar depois, professor. 
Conhecido e respeitado internacionalmente, além das dezenas de inovações no meio médico, como o inventor de uma cirurgia do coração, que leva seu nome, para tratamento da transposição das grandes artérias em récem-nascidos, e do primeiro coração-pulmão artificial do Hospital das Clínicas. Trabalhou com o professor Euryclides de Jesus Zerbini.
Jatene foi secretário estadual de Saúde no governo Paulo Maluf e duas vezes ministro da Saúde, durante o Governo Collor e, a última delas, no governo de Fernando Henrique Cardoso. Foi membro da Academia Nacional de Medicina. Foi agraciado com o Prêmio Anísio Teixeira em 1991.

## Vida
Filho de imigrantes libaneses, Jatene nasceu em Xapuri no Acre. Aos dois anos Jatene perdeu seu pai, que era comerciante e fornecia os seringais.
Jatene terminou o curso primário no Acre, logo após foi para Uberlândia, onde fez o ginásio e o primeiro ano científico. Depois foi para São Paulo, estudar engenharia no Colégio Bandeirantes, onde logo após acabou desistindo de cursar engenharia e resolveu cursar medicina.
No quarto ano do curso de medicina começou a adquirir vivência em cirurgia, e entrou no grupo do professor Euryclides de Jesus Zerbini, inclusive em maio de 1951, quando Zerbini operou o primeiro doente de estenose mitral e Jatene o instrumentou.
Jatene fez toda sua pós-graduação no Hospital das Clínicas, com o professor Zerbini. 
Em 1957 esteve em Uberaba onde foi professor de Anatomia Topográfica, onde também logo após montou seu primeiro modelo de coração artificial que utilizava um oxigenador de disco e uma bomba de rolete.
Jatene foi secretário estadual de Saúde no governo Paulo Maluf e duas vezes ministro da Saúde, durante o Governo Collor e, a última delas, no governo de Fernando Henrique Cardoso. Foi membro da Academia Nacional de Medicina.
Em julho de 1992, como ministro da Saúde, Adib foi condecorado por Collor com a Ordem do Mérito Militar no grau de Grande-Oficial especial. Em 25 de outubro de 2010, foi agraciado com a grã-cruz da Ordem do Ipiranga pelo Governo do Estado de São Paulo.

## CPMF
Adib é considerado por alguns o "pai" da CPMF
, pois ele foi buscar a aprovação da contribuição com a promessa do então presidente Fernando Henrique Cardoso (FHC) de que ela seria um recurso a mais para a saúde. A promessa não foi cumprida e o Ministério da Saúde perdeu mais recursos do que os que conseguiu com a CPMF.
Quando perguntado se sua saída do Governo FHC teve relação com a CPMF, Jatene respondeu:
“Teve relação direta. Eu disse ao presidente Fernando Henrique que precisava de recursos. Ele pediu para falar com o Pedro Malan [ministro da Fazenda]. O Malan me disse que, em dois ou três anos, daria o dinheiro que eu precisava. Não podia esperar tanto tempo. Propus a volta do imposto sobre o cheque, que se chamava IPMF e havia sido extinto em 94. O presidente disse: ‘Você não vai conseguir aprovar isso.’ Respondi: Posso tentar? Ele autorizou. Pedi o compromisso dele de que o orçamento da Saúde não seria reduzido. A CPMF entraria como o adicional. E ele: ‘Isso eu posso te garantir’. Depois da aprovação, a Fazenda reduziu o meu orçamento. Voltei ao presidente. Disse: no Congresso, me diziam que isso ia acontecer. Eu respondia que não, porque tinha a sua palavra. Se o senhor não consegue manter a sua palavra, entendo a sua dificuldade. Mas me faça um favor. Ponha outro no meu lugar. Foi assim que eu saí, em novembro de 1996.”

## Falecimento
Em 14 de novembro de 2014 morreu após sofrer um infarto agudo do miocárdio. O corpo foi velado na manhã do dia 15 de novembro no anfiteatro do Hospital do Coração, em São Paulo e enterrado no mesmo dia no Cemitério do Araçá.